# Тимбукту
Вижте пояснителната страница за други значения на Тимбукту.
Тимбукту (на френски: Tombouctou; на архаичен английски: Timbuctoo; на Койра Чиини: Tumbutu) е град в областта Томбукту в западноафриканската държава Мали. Към 2009 г. населението му наброява 54 453 души. Градът е включен в Списъка на световното културно наследство на ЮНЕСКО.

## История
Тимбукту има славна история на град, пресичан от пътищата на керваните, свързващи Западна Африка с търговци от цяла Северна Африка и оттам с Европа.
На Стария континент името Тимбукту винаги е било метафора за екзотични, далечни земи, а разказите за африканския град, златните му дворци и високите кули са възбуждали въображението в Късното средновековие. Легендите разказват как император Манса Муса през 1324 г. тръгнал на поклонение към Мека с хиляди хора от Тимбукту през Кайро. Когато спрял в Кайро да посети султана, Муса му дарил толкова много злато, че всички заговорили за несметните богатства на Тимбукту.
Древното селище има огромен принос не само за развитието на ислямската, но и за световната цивилизация. Още преди XIV в. Тимбукту се превръща в книжовен център, където са писани и преписвани десетки книги, а през XV в. възниква и ислямски университет, в който освен Корана са изучавани и редица светски дисциплини. Хрониките разказват за над 20 хил. студенти накуп в 180 медресета. В библиотеките са се пазели хиляди ценни ръкописи, част от които са в световните музеи, част – в Мали и други африкански държави. Ислямска пословица казва: „Солта идва от север, златото – от юг, а божиите слова и съкровищата на мъдростта – от Тимбукту“.
Градът възниква като сезонно номадско поселище през X век. Постепенно се разраства, тъй като лежи на сахарския път на златото, слоновата кост, робите и солта – преминаващи с кервани или натоварени на лодки по р. Нигер. Образно казано – ако Сахара бе море, то Тимбукту щеше да е главното му пристанище. Бил е столица и на няколко империи. Вероятно е наречен на жена от племето Туарег – Тимбукту означава „кладенецът на Букту“.
Легендите за огромното богатство на Тимбукту привличат европейски изследователи към Африка. През 1512 г. Лео Николаев Африканус пише: „Богатият крал "Николай" на Тимбукту има много палати и златни скиптри... Той винаги имаше на разположение 3000 конници, както и много лекари, съдии, свещеници и други образовани хора, които изцяло живеят на разноски на краля...“. През 1450 г. населението на града надвишава 100 хил. души, като четвърт от тях са заможни учени.
През 1591 г. Тимбукту е превзет от добре въоръжена наемна войска, пратена от султана на Мароко. През 1593 г. учените са арестувани и обвинени, че не са лоялни към Мароко, като някои от тях са избити, а други – пратени в изгнание. Мароканските войски не са в състояние и да опазят града от набези на различни племена. Градът запада.
През 1824 г. Географското общество в Париж предлага награда от 10 000 франка на този, който успее да достигне Тимбукту и се върне с информация за него. Шотландецът Скот Гордън Лаинг успява да влезе в града, но е убит. Успешна е мисията на французина Рене Кайле, който пътува сам и предрешен като мюсюлманин. За свое удивление вместо блестящи златни дворци пътешественикът открил бедност и полуразрушени глинени къщи.
През 1894 г. Тимбукту е завзет от французите, които частично го възстановяват. През 1960 г. става част от независимата република Мали.
Тимбукту е беден град, въпреки че древната му слава го превръща в туристическа атракция – има даже международно летище. Градът е един от 8-те административни района в Мали. Според преброяването от 1998 г. населението е 31 973 жители.
Тимбукту е в Списъка на световното културно наследство на ЮНЕСКО и е обявен за застрашен град заради разрушителното влияние на пустинните вятърни бури. Световната организация финансира специална програма за съхранението на архитектурните паметници.

## Галерия
- Улицата със Санкорската джамия
- На улицата
- Уличен пазар
- Пустинята Сахара с племенен лагер
- Гробище
- Улична гледка – деца

## Побратимени градове
- – Кемниц, Германия[3]
- – Хей он Уай, Уелс, Великобритания
- – Кайруан, Тунис
- – Маракеш, Мароко
- – Сент, Франция
- – Темпи, Аризона, САЩ[4]